# Дърмица
Дърмица или Дърмища (на гръцки: Δέρμιτσα) е бивше село в Гърция, дем Илиджиево (Халкидона), област Централна Македония.

## География
Селото е било разположено в Солунското поле на левия бряг на Вардар, на 30 километра северозападно от Солун и на 7 километра северозападно от Каваклиево (Агиос Атанасиос).

## История

### В Османската империя
В XIX век Дърмица е малък чифлик в Османската империя, който плаща извънредни данъци.
В 1848 година руският славист Виктор Григорович описва в „Очерк путешествия по Европейской Турции“ Дермища като българско село.
В „Етнография на вилаетите Адрианопол, Монастир и Салоника“, издадена в Константинопол в 1878 година и отразяваща статистиката на населението от 1873 година, Дирмица (Dirmitza) е посочено като село с 25 домакинства и 110 жители българи.
В 1900 година според Васил Кънчов („Македония. Етнография и статистика“) в Дърмица живеят 248 българи християни. По данни на секретаря на екзархията Димитър Мишев („La Macédoine et sa Population Chrétienne“) в 1905 година в Дърмица (Darmitza) има 256 българи екзархисти и работи българско училище.
Според преброяването от 1905 година в селото живеят 74 православни гърци.

### В Гърция
В 1913 година след Междусъюзническата война Дърмица остава в Гърция. След 1920 година постепенно е изоставено.